# 天主教蒙杜教區
天主教蒙杜教區（拉丁語：Dioecesis Munduensis）是乍得一個羅馬天主教教區，屬恩賈梅納總教區。
同名的宗座監牧區成立於1951年5月17日，1959年2月19日升為教區。
教區位於西洛貢區。2004年有教友182,895人（佔轄區總人口34.3%）、十二個堂區、卅四名司鐸。現任教區主教為若阿金‧庫拉勒約‧塔魯恩加。